# Нормани
Нормани, в превод „Северни хора“ (на франкски език: Northmanni; на френски: Normands; на латински: Nortmanni), са етническа група, създала се вследствие на контакта между викингите, заселили се в северните райони на днешна Франция и местното население. Заселването е предшествано от нападения срещу франкското крайбрежие в началото на IX век, извършвано с кораби от Скандинавия. Това са датчани, които концентрират атаките си основно във Фризия, и норвежци от Ирландия, атакуващи Аквитания..
Норманите получават политическа значимост след като през 911 г. между западнофранкския крал Шарл III Простовати и Ролон, предводител на уседналите в областта на Долна Сена нормани е сключен т. нар. „Договор от Сен Клер сюр Епт“, с който на заселниците им е признато владеенето на завзетите територии, като в замяна те се задължават да отбраняват устието на Сена от нови нашественици. Самият Ролон е обявен за „ярл“ или граф, с което се поставят основите на феодалното владение, получило името Нормандия. В началото на XI век областта става херцогство.
Идентичността на норманите се оформя през първата половина на X век и продължава да се развива през следващите векове чрез асимилация и смесване с коренните франки и гало-римляни.. Макар че бързо се адаптират към обичаите на местните обитатели, норманите запазват много от чертите на своите викингски предци. Според средновековния монах Гофредо Малатера норманите показват пристрастие към боевете, придружена от почти безразсъден кураж, хитрост и ловкост, които вървят ръка за ръка с нечувана подлост. В своята експанзия към други части на Европа норманите си създават репутация на хора, способни на дръзки подвизи, в които често само неколцина мъже побеждават многократно по-многоброен враг. Ненадминат капацитет за бързо придвижване по море и суша, използване на брутална сила и предвидлив усет за употребата и стойността на парите са все черти, които характеризират норманите.
Норманите играят голяма политическа, военна и културна роля в средновековна Европа и дори в Близкия изток. Те са известни с войнолюбивия си дух и впоследствие с християнската си набожност и стават горещи привърженици на католицизма, който възприемат. Бързо възприемат романските езици на земите, в които се заселват, като техният диалект става известен като нормански или норманско-френски, важен литературен език. Херцогство Нормандия, което те формират чрез договор с франките, е един от големите феоди на средновековна Франция. Норманите са създатели на уникалния романски стил в архитектурата и са известни с феодалното си право, музикалните традиции, военните постижения и иновации. Норманите основават кралство Сицилия в Южна Италия чрез завоевания, а експедицията на Уилям Завоевателя осъществява Норманското нашествие, довело до завоеванието на Англия. От тези нови центрове норманското влияние се разпространява от Йерусалимското кралство и кръстоносните държави в Близкия изток, например Антиохийското княжество, до Шотландия, Уелс и Ирландия.

## Заселване в Нормандия
През 10 век първоначално унищожителните набези на скандинавските бойни групи нагоре по течението на френските реки започват да пробиват все по-навътре в Европа и да се превръщат в постоянни лагери, които включват местни френски жени и лични имущества. Херцогство Нормандия, което започва през 911 г. като феодална държава, е основано от Сен-Клер-сюр-Ептския договор между Шарл III Простовати на Западнофранкското кралство и Роло от Скандинавия. Намира се на територията на бившото франкско кралство Неустрия. Договорът предлага на Роло и хората му френски крейбрежни земи по Ламанша между река Епт и атлантическия бряг в замяна на защитата им от набезите на викингите. Освен да защитава района на Руан от викингите, Роло обещава да не напада останалите земи на франките, да приеме християнството и да се закълне във вярност на Шарл III. Той става първият херцог на Нормандия и граф на Руан. Територията му включва северната част на днешна Горна Нормандия до река Сена, но в крайна сметка херцогството се разширява на запад отвъд Сена.
Преди пристигането на Роло населението на Нормандия не се различава от това на Пикардия или Ил дьо Франс, които се считат за франкски. По-ранните викингски заселници започват да пристигат през 880-те години, но се разделят между колониите на изток около долината в долното течение на Сена и на запад на полуостров Котантен. Отрядите на Роло от Скандинавия, които нападат и Нормандия и части от европейското атлантическо крайбрежие, включват датчани, норвежци, нордо-гали, викинги от Оркни, вероятно шведи и англо-датчани от Данелаг, територия, която попада под норманска власт в началото на 11 век. Те постепенно започват да усядат, първоначално да презимуват, а след това и за постоянно, и си вземат местни франкски съпруги. Потомците им заместват нордическата религия с християнство и нордическия език с галоромански езици, като така се синтезира уникална норманска култура в северната част на Франция. Норманският език е образуван от приемането на местни езици, част от романските езици, от управляващата класа на норманите и се развива във френски регионален език, който оцелява и до наши дни.
След това норманите възприемат феодалните доктрини от континента и ги оформят като функционална йерархична система в Нормандия и норманските владения в Англия. Новите нормански владетели културно и етнически са различни от старата аристокрация, по-голямата част от която има франкско потекло от Каролингите през 9 век. Повечето нормански рицари остават бедни и гладни за земя и по времето на експедицията за нахлуване в Англия през 1066 г. Нормандия вече изнася военни конници навън. Много нормани от Италия, Франция и Англия служат като кръстоносци по време на управлението на итало-норманския принц Боемунд I Антиохийски и англо-норманския крал Ричард I Лъвското сърце.

## Завоевания и военни офанзиви

### Италия
Отделни групи нормани пристигат в Южна Италия още през 1020 г., вероятно като завръщащи се поклонници от Светите земи или с цел посещение на папския двор. През 999 г., според Амат от Монтекасино, нормански поклонници, връщащи се от Йерусалим, минават през пристанището на Салерно, когато е нападнато от сарацини. Норманите се сражават толкова храбро, че принц Гвемар III ги умолява да останат, но те отказват и вместо това предлагат да оповестят молбата му у дома. Все пак постепенно нормански благородници започват да служат в армиите на южните италиански владетели като наемници.
Двете най-видни нормански семейства, които пристигат в Средиземноморието, са потомци на родовете Дренготи и Отвили. Група нормани с поне петима братя от рода Дренгот се сражават срещу византийците при Апулия под командването на Мело ди Бари. Между 1016 и 1024 г. е основано графство Ариано Ирпино от друга група нормански рицари. Победен при Кана, Мело ди Бари бяга в Бамберг, Германия, където умира през 1022 г. Графството се счита за първата политическа единица, основана от нормани в Южна Италия. Райнулф I от Дренгот получава Аверса от Сергий IV Неаполитански през 1030 г. След това Райнулф прибавя към владенията си Гаета, а наследилият титлата граф Ричард присъединява княжество Капуа.
Следващата вълна на норманско установяване е свързана с рода Отвили, които постигат престижен ранг като обявяват принц Гвемар IV за херцог на Апулия и Калабрия. Той бързо награждава избрания за водач на норманите Вилхелм Желязната Ръка с титлата граф в столицата му Мелфи. През 1047 г. император Хайнрих III провъзгласява брата на Вилхелм, Дрогон, за dux et magister Italiae comesque Normannorum totius Apuliae et Calabriae („Херцог и господар на Италия и граф на норманите в цяла Апулия и Калабрия“). Представителят на рода Отвил Робер Гискар, четвърти син на родоначалника Танкред, заедно с по-малкия му брат Рожер I успяват да завладеят Сицилия и Малта от сарацините. След смъртта на Робер неговите владения са обединени с тези на брат му Рожер в Сицилианско кралство.
Синът на Рожер I, Рожер II, е коронован за крал през 1130 г. от антипапа Анаклет II. Династията управлява Кралство Сицилия до 1194 г., когато е короната преминава към рода Хоенщауфен чрез брак. Норманите оставят наследството си в много замъци, като например цитаделата в Скуилаче на Вилхелм Желязната Ръка, и катедрали, като Капела Палатина в Палермо на Рожер II, които изпъстрят пейзажа и дават специален архитектурен привкус, придружаващ уникалната им история.
В институционално отношение, норманите комбинират административната машина на византийците, арабите и ломбардците със свои собствени идеи за феодализъм и в резултат провеждат уникално управление. В тази държава има по-голяма религиозна свобода и редом с норманските благородници съществува меритократична бюрокрация от представители на различни религии – евреи, мюсюлмани и християни (католици и източноправославни). Така в Сицилианското кралство съжителстват нормани, византийци, гърци, араби, ломбардци и местни сицилианци, които живеят заедно с хармония, а норманските му владетели строят планове за империя, която да противостои на Фатимидския халифат и да подкрепя кръстоносните държави в Леванта.
Норманските владетели насърчават развитието на културата и науката. Един от по-големите географски трактати през Средновековието, Tabula Rogeriana, е написан от Мохамед ал-Идриси от Андалус за крал Рожер II Сицилиански, и е известен като Книгата на Рожер.

### Византия
Малко след като норманите започват да навлизат в Италия, те влизат в досег с Византийската империя, която тогава воюва срещу печенегите, прабългарите и особено срещу селджуците. Норманските наемници първо са поощрявани от ломбардците да се сражават срещу византийците, но скоро след това се бият за византийска кауза в Сицилия. Заедно с варягските и ломбардските контингенти стават известни в Сицилианската кампания на Георги Маниак от 1038 – 1040 г. Съществува дебат дали норманите, служещи на византийците, са всъщност от Италия. Също така не е напълно ясно колко от „франките“, както византийците ги наричат, са нормани и колко са французи.
Един от първите нормански наемници, служещи като византийски генерали, е Херве Франкопулос през 1050-те години. По това време обаче вече има нормански наемници, служещи чак в Трабзон и Грузия. Те са базирани в Малатия и Едеса и са под властта на византийския херцог на Антиохия, Исак Комнин. През 1060-те години Робер Креспен води норманите от Едеса срещу селджуците. Русел дьо Байол дори се опитва да основе независима държава в Мала Азия с подкрепата на местното население, но е възпрян от византийския генерал Алексий I Комнин.
Някои нормани се присъединяват към селджуците, за да подпомогнат унищожаването на арменските васални държави Сасон и Тарон в източните части на Анадола. По-късно много нормани служат на арменското кралство Киликия в Тавърските планини. Русел дьо Байол предвожда „франкска“ сила към долината на горното течение на Ефрат в северната част на Сирия. От 1073 до 1074 г. 8000 от 20 000 войници на арменския генерал Филарет Варажнуни са нормани. Познатата търговия между Амалфи и Анадола и между Бари и Тарс вероятно е свързана с присъствието на итало-нормани в тези градове, докато Амалфи и Бари са под норманско господство в Италия. Няколко семейства във Византия са с нормански произход по време на периода на Комниновия ренесанс, когато византийските императори търсят западноевропейски наемници.
Робер Гискар, който вече е граф на Апулия в резултат на военните си успехи, накрая успява да изгони византийците от Южна Италия. След като получава одобрение от папа Григорий VII и действайки като негов васал, Робер продължава кампанията си по завоюване на Балканския полуостров като опорна точка за западните феодални владетели и католическата църква. Съюзява се с Хърватското кралство и католическите градове в Далмация и през 1081 г. предвожда армия от 30 000 души в 300 кораба, които пристигат на южното крайбрежие на Албания, завладявайки Вльора, Канина, Орикум и достигайки Бутринт след масово плячкосване. Те се присъединяват към флота, който преди това завладява Корфу и напада Дирахиум по суша и вода, разрушавайки всичко по пътя си. При тези тежки обстоятелства местните жители откликват на призива на император Алексий I Комнин да се присъединят към византийците срещу норманите. Албанските сили не могат да участват в последвалата битка при Дирахиум, тъй като тя започва преди да са пристигнали. Малко преди битката венецианският флот вече е осигурил победа на брега около града, което принуждава Алексий да изостави града. Градът издържа до февруари 1082 г., когато е предаден на норманите от венецианските и амалфийските търговци, които са се заселили там. След това норманите вече са в състояние да пробият към вътрешността на страната. Те превземат Янина и няколко по-малки града в югозападните части на Македония и Тесалия, преди да се появят пред портите на Солун. Разногласия сред главното командване на норманите ги убеждават да се оттеглят към Италия. Норманите губят Дирахиум, Вльора и Бутринт през 1085 г.
Няколко години след Първия кръстоносен поход през 1107 г. норманите пристигат във Вльора и обсаждат Дирахиум, използвайки усъвършенствано военно оборудване, но без успех. Междувременно те окупират Петрела, Балши, Канина и Орикум. Този път албанците са на страната на норманите, недоволни от тежките данъци на византийците. С тяхна помощ норманите си подсигуряват проходите в Арбърия и си проправят път към Дебър. Липсата на провизии, болестите и византийската съпротива карат норманите да изоставят кампанията си и да подпишат мирен договор с Византия в Девол.
Последвалият упадък на Византия отваря възможността за трето нападение през 1185 г., когато голяма норманска армия нахлува в Дирахиум, благодарение на предателство от страна на византийски високопоставени служители. По-късно византийците си връщат контрола над града.

### Англия
Норманите са в контакт с Англия отрано. Не само че техните първоначални викингски братя продължават да опустошават английските брегове, ами те са окупирали най-важните пристанища от другата страна на Ламанша. Тази взаимна връзка накрая ражда по-близки отношения чрез брак между Ема Нормандска, сестра на Ричард II, и крал Етелред Нерешителни. При нашествието на викингите в Англия, след като Свен I покорява острова, Етелред бяга в Нормандия през 1013 г., но след три години умира (1016 г.). След смъртта на Етелред Ема сключва втори брак с Кнут и отново е английска кралица до смъртта му. След известен период на управление на Харолд I, незаконен син на Кнут, през 1040 г. на английския трон се възкачва синът на Ема и Кнут Хардекнут.
Когато Едуард Изповедник, прекарал 25 години в Нормандия, най-накрая се завръща в Англия през 1041 г. по покана на Хардекнут, негов полубрат, той донася норманско мислене и култура. Довежда със себе си много нормански съветници и бойци, които оформят кавалерийски отряд. Когато брат му умира през юни 1042, той става крал и управлява до смъртта си през 1066 г. Той назначава Робърт Жюмиежки за архиепископ на Кентърбъри и прави Ралф Срамежливи граф на Херефорд. Той кани доведения си брат Евстахий II в кралския си двор през 1051 г. – събитие, което води до едни от първите конфликти между саксонците и норманите, които накрая водят до изгонването на Годуин Уесекски в изгнание.
На 14 октомври 1066 г. Уилям Завоевателя постига решаваща победа в битката при Хейстингс, което води до покоряването на цяла Англия три години по-късно. Битката е изобразена върху гоблена от Байо. Нахлуващите нормани и техните потомци изместват англо-саксонците като управляваща класа в Англия. Благородничеството на Англия е част от норманската култура и много от членовете му имат земи от двете страни на Ламанша. Ранните нормански крале на Англия отдават почит на френския крал за първите им земи на континента. Те считат Англия за най-важното си владение, което им осигурява титлата крал.
В крайна сметка норманите се смесват с местното население, комбинирайки език и традиции. По време на Стогодишната война членовете на норманската аристокрация често се идентифицират като англичани. Англо-нормандският език се отделя от латинския, което бива осмивано от Джефри Чосър. Англо-нормандският накрая е погълнат от англо-саксонския език и леко му повлиява, като така подпомага за развитието на средноанглийския, който на свой ред прераства в съвременния английски език.

### Ирландия
Норманите имат дълбоко въздействие върху ирландската култура и история, след като нахлуват при залива Баноу през 1169 г. Първоначално норманите поддържат отделна култура и етнос. Обаче, с времето се претапят в ирландската култура до такава степен, че за тях започва да се говори, че са станали „повече ирландци от самите ирландци“. Норманите се заселват основно в източните части на Ирландия, познати като Пейл, и построяват много крепости и селища, включително при Трим и Дъблин. Двете култури се смесват, заимствайки от езиците си. Днешните нормански потомци могат да бъдат разпознати по фамилните им имена. Така в югоизточната част на Ирландия, където се заселват първи нормани, се срещат френски имена.

### Шотландия
Един от претендентите за английския трон срещу Уилям Завоевателя е Едгар Етелинг, който след това се оттегля в Шотландия. Малкълм III Шотландски се жени за сестрата на Едгар, Маргарет, и се поставя в опозиция на Уилям, който вече е поставил под въпрос южните шотландски граници. Уилям нахлува в Шотландия през 1072 г., достигайки Абернети, където среща флота си от кораби. Малкълм се предава и става заложник на сина на Уилям, Дънкан, като така започва поредица от аргументи относно това дали шотландската корона трябва да се подчини на краля на Англия.
Норманите отиват в Шотландия, строейки замъци и основавайки благородни семейства, които по-нататък раждат крале (Робърт I (Робърт I), но също така основавайки значителен брой шотландски кланове. Дейвид I, чийто старши брат Александър I е женен за Сибила Нормандска, играе ключова роля при въвеждането на норманите и тяхната култура в Шотландия, като процесът често бива наричан в литературата „Давидска революция“. След като е прекарал известно време в двореца на Хенри I (женен за сестрата на Давид, Матилда Шотландска) и нуждаейки се от помощ да се качи на шотландския престол, Давид се принуждава да раздаде земи на мнозина. Процесът продължава при наследниците на Давид, най-вече при Уилям I. Феодалната система, наследена от норманите, се прилага в различни степени в по-голямата част от Шотландия.

### Уелс
Дори и преди да завладеят Англия, норманите са установили контакт с Уелс. Едуард Изповедник прави Ралф граф на Херефорд и го натоварва със задачата да защитава уелската граница и да се противопоставя на уелсците. По това време норманите не успяват да напреднат към Уелс.
Малко след завладяването на Англия обаче уелската граница преминава напълно под властта на най-уважаваните от Уилям нормански барони в Шропшър и Чешър. Тези нормани започват дълъг период от бавно покоряване, през който почти цял Уелс е подложен на норманско влияние. По това време за пръв път нормански думи навлизат в уелския.

### Кръстоносни походи
Легендарното религиозно усърдие на норманите се наблюдава в религиозни войни дълго преди Първият кръстоносен поход да основе Антиохийското княжество. Те са важни чуждестранни участници в Реконкистата на Иберийския полуостров. През 1018 г. Рожер I Тоснийски пристига на полуострова, за да създаде собствена държава върху земите на маврите, но се проваля. През 1064 г. по време на похода към Барбастро Гийом дьо Монтрьой води папската армия и завзема голяма плячка.
През 1096 г. към кръстоносците, преминаващи покрай обсадата на Амалфи, се присъединява Боемунд I Антиохийски и племенникът му Танкред Галилейски с армия от итало-нормани. Боемунд е де факто водач на кръстоносния поход, докато преминава през Мала Азия. След успешната обсада на Антиохия през 1097 г. Боемунд създава независимо княжество около този град. Танкред играе ключова роля в покоряването на Йерусалим и работи по разширяването на Йерусалимското кралство в Сеньория Трансйордания и Галилея.

### Кипър
Завладяването на Кипър от англо-норманите по време на Третия кръстоносен поход отваря нова глава в историята на острова, който ще бъде под властта на Западна Европа през следващите 380 години. Макар да не е част от планирана операция, завладяването има доста по-дълготрайни резултати, отколкото се очаква в началото.
През април 1191 г. Ричард I Лъвското сърце напуска Месина с голям флот, насочвайки се към Акра. Уви, флотът е разпръснат след буря. След последвалото търсене, е открито, че корабът със сестра му и годеницата му са пуснали котва на южния бряг на Кипър, заедно с още няколко разбити кораба, включително този със съкровищата. Оцелелите от корабокрушенията са взети за заложници от владетеля на острова Исак Комнин Кипърски. На 1 май 1191 г. флотът на Ричард пристига в Лимасол, Кипър. Той нарежда на Исак да освободи затворници и съкровищата му. Исак отказва и Ричард слиза с войските си и превзема Лимасол.
Различни принцове от светите земи пристигат в Лимасол по същото време, сред които е и Ги дьо Лузинян. Всички те обявяват подкрепата си за Ричард, в случай че той поддържа Ги в борбата му срещу Конрад Монфератски. Местните барони се отричат от Исак, който обмисля сключване на мир с Ричард и да се присъедини към него в кръстоносните походи, предлагайки дъщеря си на човек, посочен от Ричард. Но Исак си променя мнението и се опитва да избяга. След това Ричард продължава с превземането на целия остров, като войската му вече е предвождана от Ги дьо Лузинян. Исак се предава, а към 1 юни Ричард вече е завладял целия остров. На 5 юни той тръгва към Акра със съюзниците си. Преди да тръгне, той оставя двама нормански генерали, които да управляват Кипър. Докато е в Лимасол, Ричард се жени за Беренгария Наварска, която е първородна дъщеря на Санчо VI Наварски. Сватбата се състои на 12 май 1191 г. и на нея присъства сестрата на Ричард, Йоана Английска, която пристига от Сицилия.
Бързото англо-норманско завоюване се оказва доста по-важно, отколкото изглежда. Островът заема стратегическо място на морските коридори към светите земи, чиято окупация от християните не би могла да продължи без поддръжка от морето. Малко след покоряването му, Кипър е продаден на тамплиерите, а през 1192 г. е отдаден на Ги дьо Лузинян и става стабилно феодално кралство. През 1489 г. Венецианската република поема пълен контрол над острова, който остава християнска крепост до Кипърската война през 1571 г.

### Канарски острови
Между 1402 и 1405 г. експедиция, водена от норманския благородник Жан дьо Бетанкур и рицаря Гадифер дьо ла Сал, покорява Канарските острови Лансароте, Фуертевентура и Йеро близо до атлантическия бряг на Африка. Войските им се събират в Нормандия и Гаскония и по-късно са подкрепени от кастилски колонизатори.
Бетанкур приема титлата крал на Канарските острови като васал на Енрике III. През 1418 г. племенника на Жан продава правата над островите на Енрике Перес де Гусман и Кастилия.

## Култура

### Норманско право
Обичайното право в Нормандия се развива между 10 и 13 век и е оцеляло и до днес чрез законовите системи на Нормандските острови. Норманското обичайно право е транскрибирано от двама съдии на латински език, за да се използва от тях колегите им. Законите са наречени Très ancien coutumier и Grand coutumier de Normandie.

### Архитектура
Норманската архитектура обикновено изпъква като нов етап в архитектурата история на регионите, които покоряват. Те разпространяват уникален вид романска архитектура в Англия, Италия и Ирландия и укрепват тези региони с крепости в своя севернофренски стил. Стилът им се характеризира с обли дъги, особено над прозорци и врати, и с големи пропорции.
В Англия периодът на норманската архитектура следва непосредствено този на англо-саксонската архитектура и прехожда ранната готическа архитектура. В Южна Италия норманите включват елементи на ислямски, ломбардски и византийски строителни техники, като така дават началото на уникален стил, познат като нормано-арабска архитектура в рамките на Сицилианското кралство.

### Изобразително изкуство
В изобразителното изкуство норманите нямат богатите и отличителните традиции на културите, които покоряват. Все пак, в началото на 11 век херцозите започват програма по църковна реформа, поощрявайки Клюнийската реформа в манастирите и патронизирайки интелектуалните занимания, особено разпространението на скрипториите и възстановяването на загубени илюстровани ръкописи. Църквата се използва от херцозите като обединяваща сила за техните коренно различни херцогства. Основните манастири, които участват в този малък „ренесанс“ на норманското изкуство са Мон Сен Мишел, Фекан, Жумиеж, Бек дьо Мортан, Сен Уен, Сен Еврул и Сен Вандрий Рансон. Тези центрове са в контакт с т. нар. „Уинчестърска школа“, която прокарва каролингските традиции в Нормандия. В последното десетилетие на 11 и първото десетилетие на 12 век Нормандия претърпява златна епоха на илюстрованите ръкописи, но тя е кратка и големите скриптории в Нормандия спират да функционират към втората част на века.
Религиозните войни във Франция през 16 век и Френската революция през 18 век постепенно унищожават по-голямата част от архитектурните и изобразителните останки на норманското въображение. В първия случай безразборно се разрушават много нормански сгради, а във втория случай се напада религията, покрай което се унищожават всякакви религиозни обекти, а дестабилизацията на обществото води до необуздано плячкосване.
Най-известната творба на норманското изкуство е гобленът от Байо. Той е поръчан от Одо, епископ на Байо и първи граф на Кент, възлагайки работа на местни жители на Кент, които са научили нордическите традиции, внесени през миналата половина от века от датските викинги.
Във Великобритания норманското изкуство оцелява главно под формата на каменоделство или металообработка при капители и купели. В Южна Италия, например, норманското изкуство оцелява под форми, силно повлияни от гръцките, ломбардските и арабските му предци. От кралските дрехи, запазени в Палермо, короната е във византийски стил, а коронационното наметало е с арабска изработка и надписи. Много църкви са запазили купели, капители и мозайки, които се срещат често в Италия по време на норманите и черпят силно от гръцкото наследство. Салерно по време на ломбардите е център на занаятчийство със слонова кост и това продължава и при норманите. Много южноиталиански църкви са запазили творби от Франция, тъй като френските кръстоносци, пътуващи към светите земи, носят със себе си артефакти, които да даряват на църквите.

### Музика
В Нормандия през 11 век се развива класическата музика. Фекан и Сен Еврул са центрове на музикалното производство и образование. Двама италиански абати във Фекан разработват системата за предаване на ноти чрез букви. Пак във Фекан през 11 век се разработва петолинието, около което се поставят невмите. По-късно Ла Трините дю Мон става център за музикални композиции. При Сен Еврул се развива традиция за пеене, а хорът на абатството придобива известен из Нормандия. След това няколко монаси от абатството отиват в Италия, където основават манастир в Ламеция Терме и продължават традицията на пеенето.